# Topol černý v Poděbradech 2
Topol černý v Poděbradech 2 (Populus nigra) je památný strom, který roste v Poděbradech na levém břehu Labe mezi plavební komorou a silničním mostem. V této lokalitě se nachází ještě jeden samostatně památkově chráněný topol černý, vzdálený jen asi 60 metrů. Ten se nachází blíže (jen asi 60 metrů) k inundačnímu a silničnímu mostu (ulice Pražská). Od cyklostezky na levém břehu Labe je k prvnímu topolu cca 20 metrů jižním směrem. Tento druhý topol je od mostu, tak od cyklostezky poněkud dále. Zatímco okolo prvního topolu jsou další stromy, tento roste na severním okraji poměrně rozsáhlé louky, která se rozkládá jižním směrem. Strom je vzdálen asi 200 metrů jihozápadně od zámku na opačném břehu Labe a necelých 300 metrů jižně od náměstí Jiřího z Poděbrad. Číslo parcely je 4978.

## Základní údaje
- název: Topol černý v Poděbradech 2
- výška: 33 metrů[1]
- obvod: 622 centimetrů[1]
- věk: neuveden
- nadmořská výška: asi 185 metrů
- umístění: Středočeský kraj, okres Nymburk, obec Poděbrady, část obce Poděbrady I

## Poloha, popis a stav stromu
Topol roste na levém břehu Labe, nedaleko od mostu přes Labe (mezi mostem a plavební komorou) a blízko cyklostezky z Poděbrad do Nymburka, která zde začíná. Nachází se sice na opačném břehu Labe, ale přitom stále poměrně blízko zámku a historického centra města.
Strom je ve velmi dobrém stavu, s výškou 33 metrů a obvodem 622 centimetrů jde o mohutný exemplář (topoly obvykle dorůstají kolem 30 metrů). Zdravotní stav stromu je natolik dobrý, že je určen pro sběr semen jako genetického materiálu (stejně jako „sesterský topol“ nedaleko a topol u Skupice).

## Další památné stromy v Poděbradech
V nepříliš vzdáleném okolí se nachází několik dalších památných stromů.
- Topol černý v Poděbradech 1: roste jen asi 60 metrů severozápadně jihovýchodně (blíže k cyklostezce).
- Topol u Skupice roste na opačném (pravém) břehu Labe, nedaleko ulice Na kopečku, na začátku cyklotrasy k soutoku Labe s Cidlinou a dále do Libice nad Cidlinou. Vzdušnou čarou je vzdálen necelých 550 metrů přibližně východním směrem.
- Zádušní dub: byl nejstarší památný strom v Poděbradech. Nacházel se necelých 650 metrů jihovýchodně od topolu u Skupice (opět těsně vedle cyklotrasy na pravém břehu Labe) a asi 1,2 kilometru od obou topolů na levém břehu. Strom byl poškozen při opravě cyklostezky a houbou napadený dub se 14. srpna 2010 vyvrátil z kořenů.[2] K červnu 2017 je však dub stále vyznačen na mapách a také je veden v databázi AOPK bez uvedení data zrušení ochrany.[1]. Na místě lze dodnes vidět mohutný vyvrácený pařez stromu.

- Dub u golfu: roste na východním okraji Poděbrad, v areálu golfového hřiště, u druhé jamky.
- Dub v lázeňském parku: roste v lázeňském parku, před lázeňskou poliklinikou.
- Dub u gymnázia: na mapách nazývaný též dub u školy roste ve Studentské ulici v zahradě gymnázia.
- Tis za kulturním střediskem: 12 metrů vysoký tis roste v ulici Na Valech na okraji lázeňského parku za obchodním domem.

## Fotogalerie

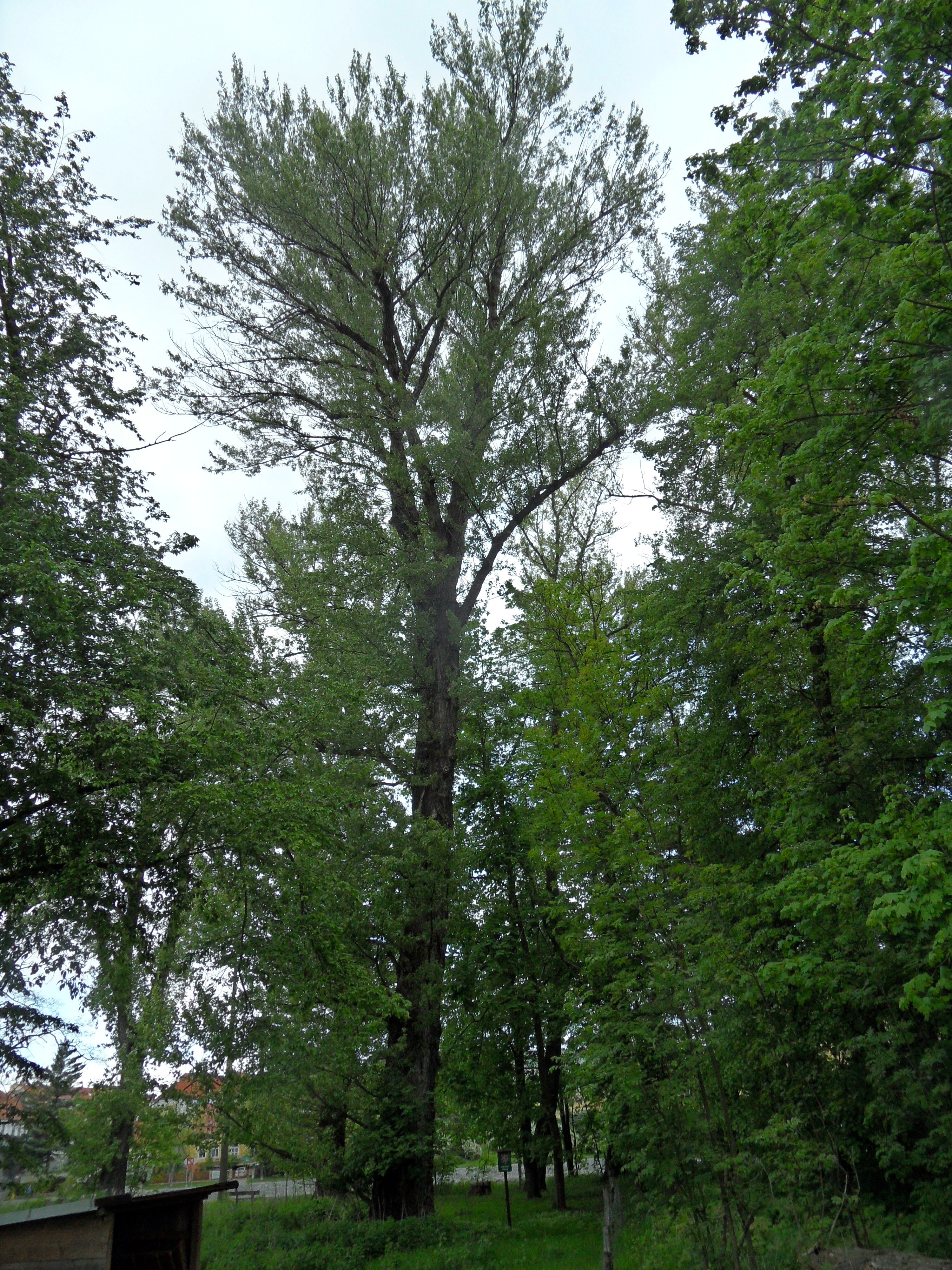
topol černý 2, celkový pohled
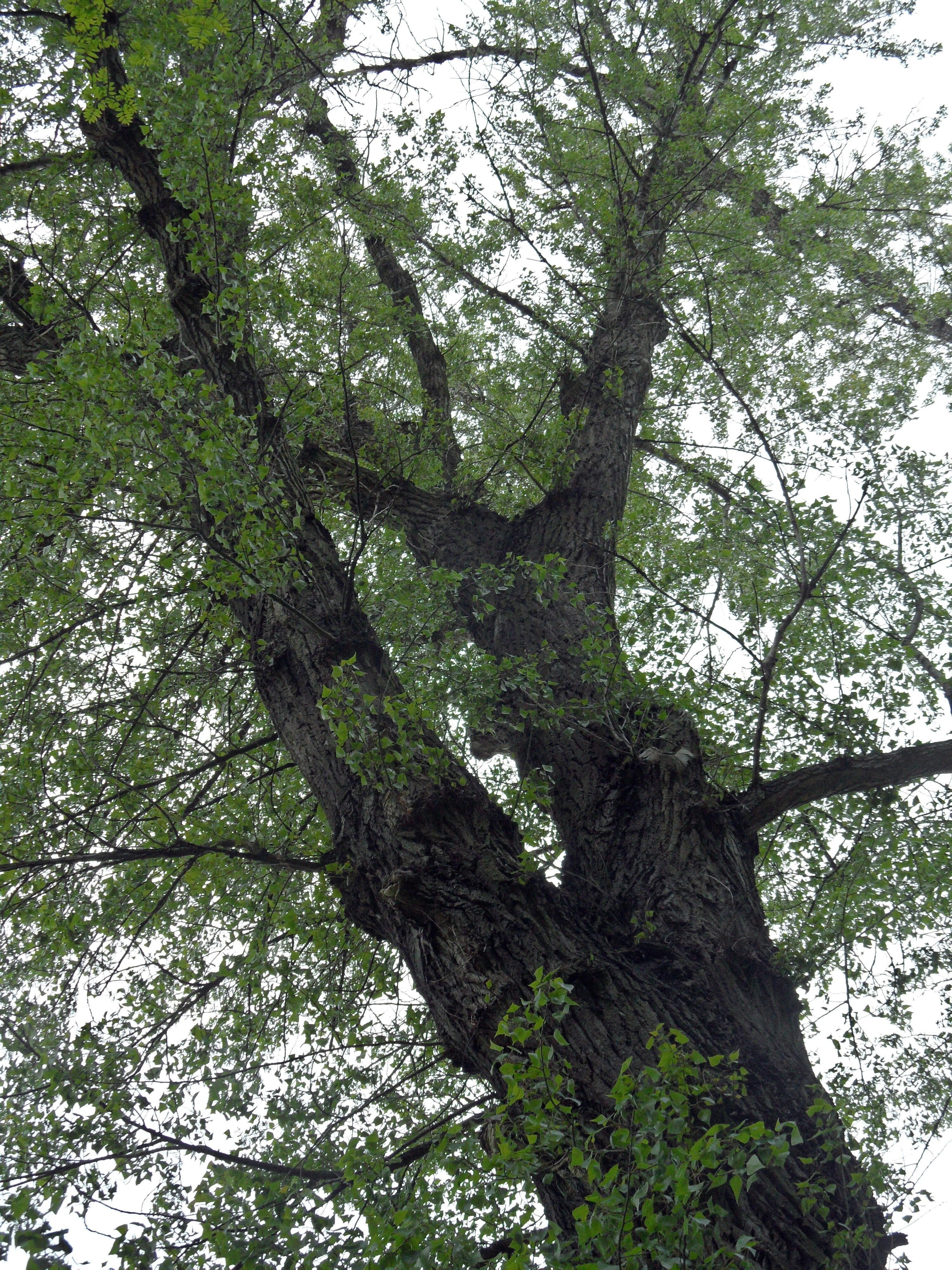
topol černý 2, hlavní větve
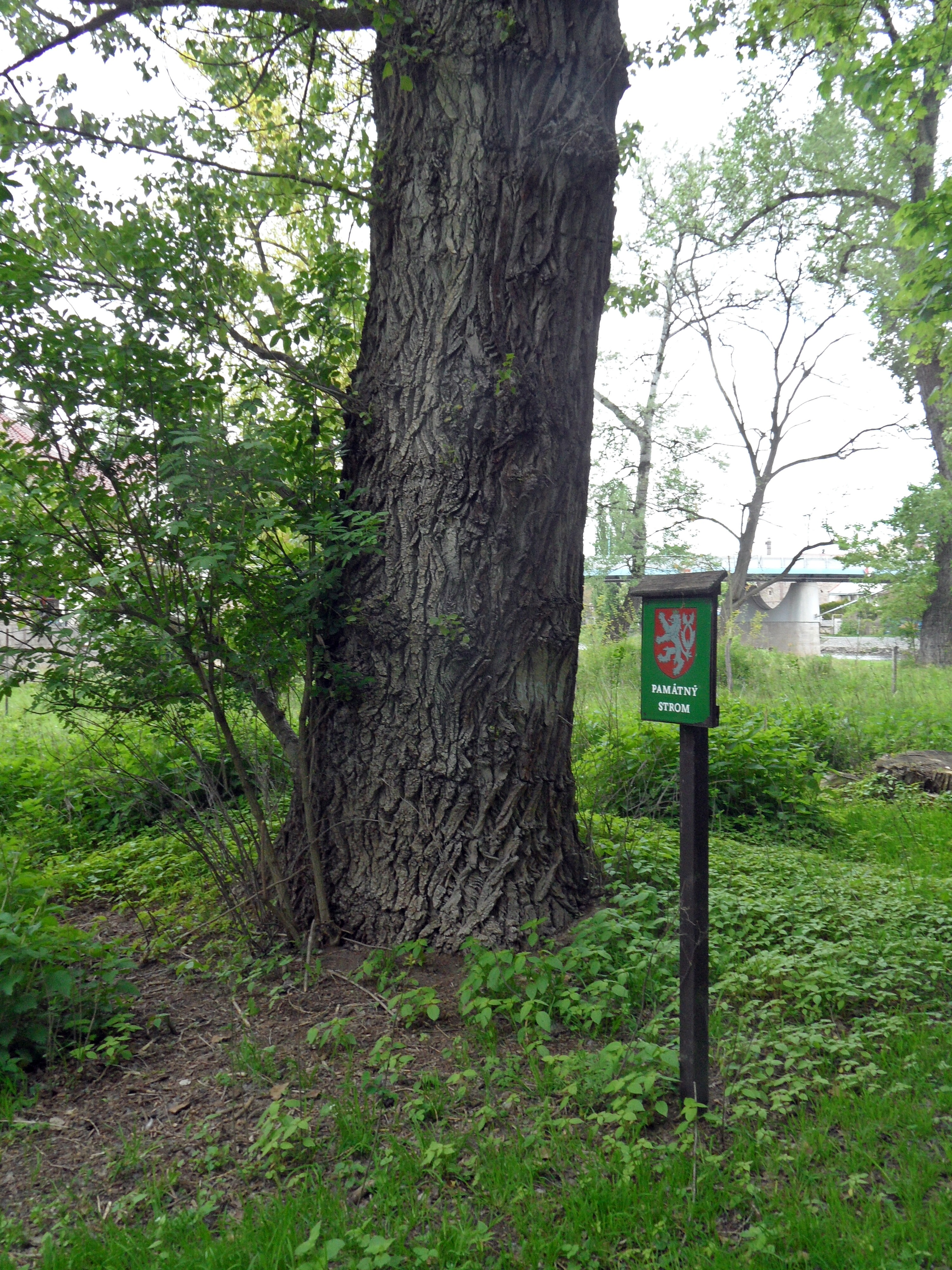
topol černý 2, detail kmene